# کک ایس کاپ
کک ایس کاپ (به فرانسوی: Glacier Cook) یک یخچال طبیعی در فرانسه است که در Kerguelen, Southern Indian Ocean واقع شده‌است.